# Cayuga Heights
Cayuga Heights es una villa ubicada en el condado de Tompkins en el estado estadounidense de Nueva York. En el año 2000 tenía una población de 3,273 habitantes y una densidad poblacional de 715 personas por km².

## Geografía
Cayuga Heights se encuentra ubicada en las coordenadas 42°27′59″N 76°29′19″O / 42.46639, -76.48861.

## Demografía
Según la Oficina del Censo en 2000 los ingresos medios por hogar en la localidad eran de $74,258, y los ingresos medios por familia eran $122,746. Los hombres tenían unos ingresos medios de $70,893 frente a los $33,621 para las mujeres. La renta per cápita para la localidad era de $47,493. Alrededor del 8.7% de la población estaban por debajo del umbral de pobreza.